# Botschaft von Australien (Bonn)

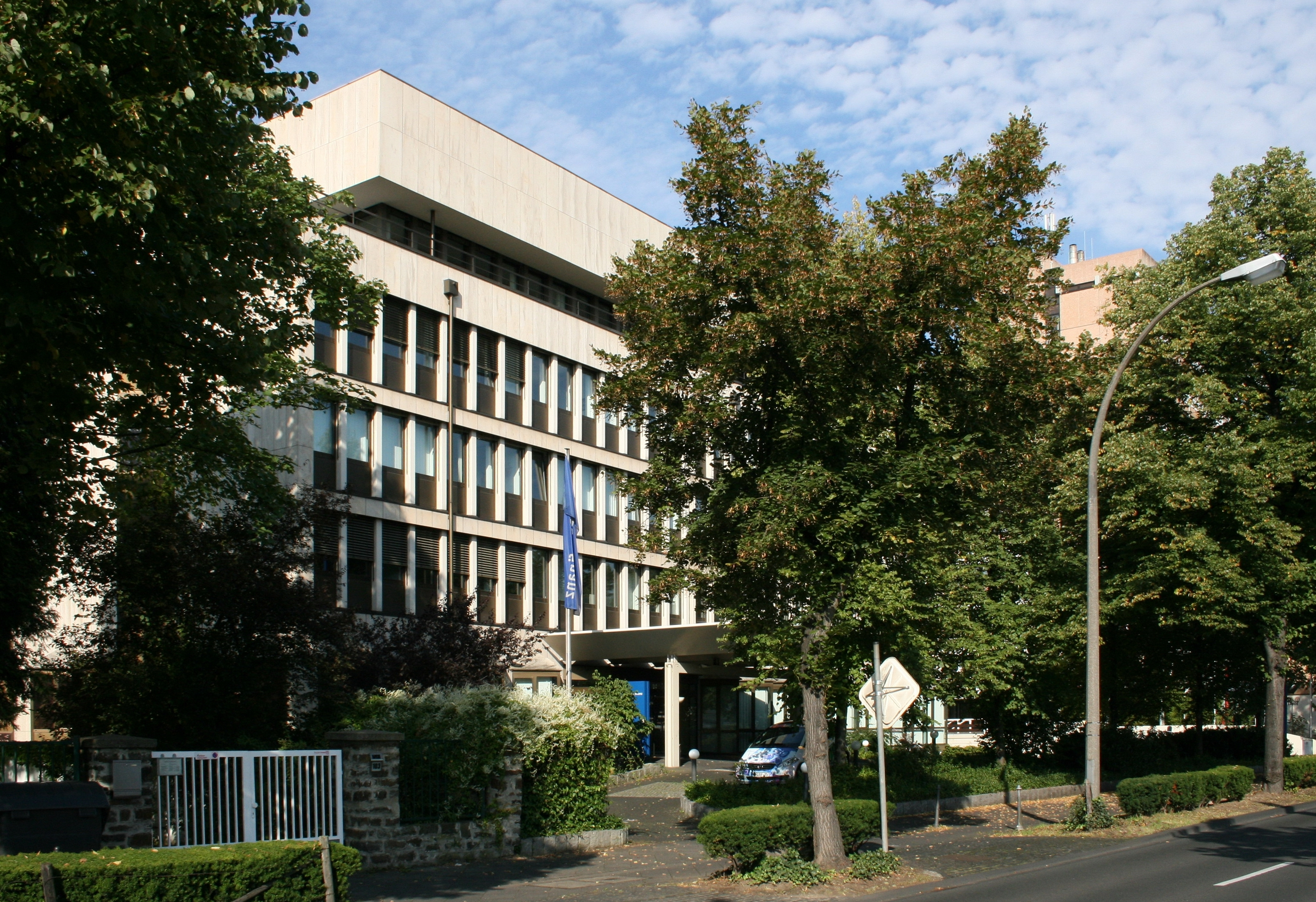
Ehemaliges Kanzleigebäude der Botschaft von Australien (2008)

Die Botschaft von Australien in der Bundesrepublik Deutschland hatte von Anfang der 1960er-Jahre bis 1999 ihren Sitz im Bonner Stadtbezirk Bad Godesberg. Das ehemalige Kanzleigebäude der Botschaft, errichtet 1988/89, liegt im Ortsteil Friesdorf an der Westseite der Godesberger Allee (B 9) mit der Adresse Godesberger Allee 105–107.

## Geschichte
Australien gehörte zu den ersten 16 Staaten, die mit einer diplomatischen Mission für die Bundesrepublik Deutschland bei der Alliierten Hohen Kommission am Regierungssitz Bonn akkreditiert waren. Zunächst ab 1950 die Funktion einer Militärmission wahrnehmend, erfolgte am 28. Januar 1952 die Umwandlung in eine Botschaft, die zugleich für die Schweiz und Liechtenstein zuständig war. Sie war zunächst, bis etwa 1960, an der Zitelmannstraße 14 im Zentrum des neuen Parlaments- und Regierungsviertels beheimatet. Anschließend zog sie nach Bad Godesberg, den räumlichen Schwerpunkt der diplomatischen Vertretungen, an die Kölner Straße um (zunächst 157, später 107). Die Einwanderungsabteilung sowie ein Auskunftsbüro der Botschaft befanden sich zeitweise (um 1960–um 1980) in Köln im „Victoria-Haus“ am Hohenzollernring 103 (Stadtteil Neustadt-Nord).
Ab Anfang der 1970er-Jahre war die Botschaft in einem viergeschossigen Bürogebäude an der Kölner Straße 107 (ab 1978 Godesberger Allee) ansässig. Nachdem das dortige Raumangebot sich als unzureichend erwiesen hatte und das Immigration Office sowie die Informationsabteilung in das nördlich benachbarte „Bredero“-Hochhaus hatten ausweichen müssen, begannen Mitte der 1980er-Jahre Planungen für einen Neubau der Botschaftskanzlei an altem Standort unter Abriss des Vorgängerbaus. Mit dem Entwurf für den Neubau wurde der Bonner Architekt Dirk Denninger (1928–2002) beauftragt. Als Bauherr trat eine Dortmunder Versicherungsgesellschaft auf, von der Australien die Liegenschaft anmietete. Ende 1987 wurde mit dem Bau begonnen, der in zwei Bauabschnitten bei Kosten von sieben Millionen D-Mark entstand. Nach Fertigstellung der ersten Hälfte konnte diese Ende 1988 bezogen, anschließend bis Ende 1989 am Standort des Altbaus die zweite Hälfte errichtet werden. Der Bezug des Neubaus mit seinerzeit 60 Mitarbeitern, darunter 20 Australiern, war im Januar 1990 abgeschlossen. Sicherheitsauflagen hatten zu einem Verzicht auf ursprünglich vorgesehene Balkone und einem größeren Abstand zur Straße geführt.
Die Residenz der Botschaft, Wohnsitz des Botschafters, befand sich zuletzt in einer Villa oberhalb des Rheinufers im Ortsteil Rüngsdorf (Basteistraße 30), die zuvor der Familie Underberg gehörte. Im Zuge der Verlegung des Regierungssitzes zog die australische Botschaft 1999 nach Berlin um (→ Australische Botschaft in Berlin). Das ehemalige Botschaftsgebäude diente nach einem von Malte Denninger geleiteten Umbau von März 2001 bis Herbst 2010 als Zentrale der Firma Bonnfinanz und ist seit März 2011 Sitz der Geschäftsstelle Bonn der Handwerkskammer zu Köln.

## Gebäude
Das ehemalige australische Botschaftsgebäude ist in schlichten Formen, die Fassade in einem zurückhaltenden Grau gehalten. Es umfasst vier Vollgeschosse, darunter drei Büroetagen, sowie ein zurückgesetztes Dachgeschoss und beinhaltet ein Volumen von 5.300 m². Den oberen Abschluss bildet ein flaches Satteldach, unterhalb dessen sich ein Zwischengeschoss für die Haustechnik befindet. Eine Tiefgarage nahm ursprünglich Parkplätze für die Botschaftsmitarbeiter, der Kellerraum einen Gesellschaftsraum mit separatem Eingang auf. Zur B 9 hin besteht ein Vordach aus gefaltetem glasfaserverstärktem Kunststoff.
Im Eingangsbereich des Gebäudes standen zwei auf die Fauna des Landes Bezug nehmende lebensgroße Betonplastiken eines Emus und eines Riesenkängurus der Kölner Bildhauerin Marlene Dammin (* 1941), die sich seit 2003 im Tierpark Berlin befinden.